# Prodiamesa delphinensis
Prodiamesa delphinensis är en tvåvingeart som beskrevs av Serra-tosio 1964. Prodiamesa delphinensis ingår i släktet Prodiamesa och familjen fjädermyggor. Inga underarter finns listade i Catalogue of Life.